# Цаплино (Псковский район)
Цаплино — деревня в Торошинской волости Псковского района Псковской области России.
Расположена на реке Торошинка, в 14 км к северо-востоку от Пскова, в 11 км к западу от деревни Торошино.
Численность населения деревни по состоянию на 2000 год составляла 41 человек.